# Boogie (노래)
"Boogie"는 미국의 아티스트, 배우 맨디 레인의 솔로 데뷔 싱글이다. 이것은 Rock City에 의해 작성 및 G-Production에 의해 제작되었다. 이 앨범은 2011년 9월 29일에 G-Production에서 아이튠즈 스토어에 출시 된다.

## 출시 내역
| 지역 | 날짜            | 형식            | 레이블       |
| ---- | --------------- | --------------- | ------------ |
| 미국 | 2011년 9월 29일 | 디지털 다운로드 | G-Production |